# Гроф Ладислав Естерхази
Гроф Ладислав Естерхази од Галанта (мађ. Count László Esterházy de Galánt, 31. децембар 1626. — Беч, 4. јул 1641), био је члан богате мађарске породице Естерхази, најстарији син палатина Миклоша Естерхазија и његове друге жене, баронице Кристине Њари. Био је генерал царске војске и борио се против Османског царства.

## Живот
Његов старији брат Иштван Естерхази умро је 1641. године, тако да је Ладислав наследио свог оца на месту главе породице Естерхази 1645. Оженио се Елеонором Батијани, ћерком царског и краљевског коморника Адама Батијанија, 1650. године. Међутим, брак је остао без деце, пошто је Ладислав погинуо у бици код Возоканија, заједно са још три члана породице.
Наследио га је његов млађи брат Пал као гроф Естерхази од Галанте и наследио је огромно породично богатство и поседе када је имао 17 година. Пал је касније постао први принц од Галате.

### Наслеђе
Четворо браће Естерхази сахрањена су 26. новембра 1652. у крипти Универзитетске цркве у Нађсомбату (данас: Трнава, Словачка). Бојно поље је обележио 5 метара висок обелиск у знак сећања на победу и жртву четворице браће. Споменик је подигнут 1734. године. Године 1896. замењен је спомеником који постоји данас, постоље од белог травертина са бронзаном скулптуром лава како ломи турску бојну заставу. На постаменту је натпис на латинском који гласи: „Држи се путниче и читај!“.